# Frankivka, Ciornobai
Frankivka (în ucraineană Франківка) este localitatea de reședință a comunei Frankivka din raionul Ciornobai, regiunea Cerkasî, Ucraina.

## Demografie
Componența lingvistică a localității Frankivka
     Ucraineană (97,41%)
     Rusă (2,59%)
Conform recensământului din 2001, majoritatea populației localității Frankivka era vorbitoare de ucraineană (97,41%), existând în minoritate și vorbitori de rusă (2,59%).